# Satyrium ecalcaratum
Satyrium ecalcaratum är en orkidéart som beskrevs av Rudolf Schlechter. Satyrium ecalcaratum ingår i släktet Satyrium och familjen orkidéer. Inga underarter finns listade i Catalogue of Life.